# Fursenkoinidae
Fursenkoinidae es una familia de foraminíferos bentónicos de la superfamilia Fursenkoinoidea, del suborden Buliminina y del orden Buliminida. Su rango cronoestratigráfico abarca desde el Cenomaniense (Cretácico superior) hasta la Actualidad.

## Discusión
Clasificaciones previas incluían Fursenkoinidae en el suborden Rotaliina y/o orden Rotaliida.

## Clasificación
Fursenkoinidae incluye a las siguientes géneros:
- Cassidella †
- Coryphostoma
- Fursenkoina
- Neocassidulina
- Rutherfordoides
- Sigmavirgulina
- Stuartia
- Suggrunda †
- Virguloides †

Otros géneros considerados en Fursenkoinidae son:
- Cassidelina, considerado sinónimo posterior de Fursenkoina
- Coryphostomella †
- Ahlumia
- Grammobotrys, aceptado como Fursenkoina
- Hastilina, aceptado como Rutherfordoides
- Laterostoma, aceptado como Coryphostoma
- Neobuliminoides, aceptado como Fursenkoina
- Pleurites, aceptado como Fursenkoina
- Rutherfordia, aceptado como Rutherfordoides
- Silicotextulina, aceptado como Suggrunda
- Strophoconus, aceptado como Fursenkoina
- Virgulina, aceptado como Fursenkoina